# Валя-Рэдоаей
Валя-Рэдоаей (рум. Valea Rădoaiei) — село в Флорештском районе Молдавии. Наряду с селом Николаевка входит в состав коммуны Николаевка.

## География
Село расположено на высоте 135 метров над уровнем моря.

## Население
По данным переписи населения 2004 года, в селе Валя Рэдоаей проживает 170 человек (76 мужчин, 94 женщины).
Этнический состав села:
| Национальность | Число жителей | Процентный состав |
| -------------- | ------------- | ----------------- |
| русские        | 132           | 77,65             |
| молдаване      | 29            | 17,06             |
| украинцы       | 8             | 4,71              |
| прочие         | 1             | 0,59              |
| Всего          | 170           | 100 %             |